# 덤버턴

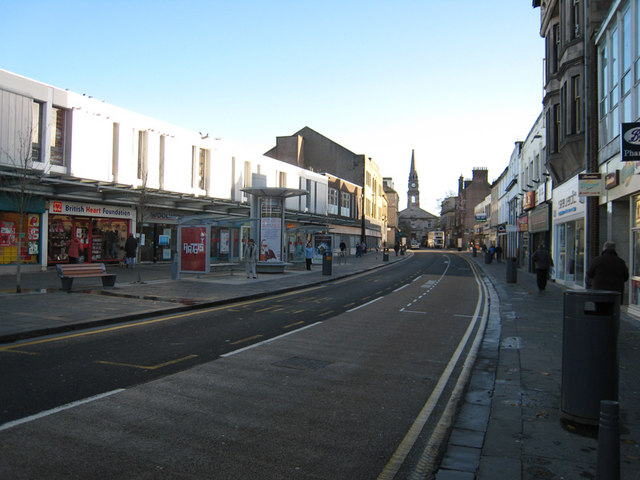
덤버턴

덤버턴(영어: Dumbarton, 스코트어: Dumbairton, 스코틀랜드 게일어: Dùn Breatann)은 스코틀랜드 웨스트던바턴셔의 도시로 인구는 20,527명(2011년 기준)이다.